# Antoine Ferranti
Antoine Ferranti, född 9 januari 2003, är en fransk friidrottare som tävlar i mångkamp.

## Karriär
Antoine Ferranti tog brons vid U23-EM 2025 i tiokampen.